# 31 Eufrosina
Eufrosina (asteroide 31) é um asteroide da cintura principal com um diâmetro de 255,9 quilómetros, a 2,43824863 UA. Possui uma excentricidade de 0,22591347 e um período orbital de 2 041,88 dias (5,59 anos).
Eufrosina tem uma velocidade orbital média de 16,7821851 km/s e uma inclinação de 26,31622971º.
Este asteroide foi descoberto em 1 de setembro de 1854 por James Ferguson.
Foi batizado em honra de Eufrosina, uma das Cárites da Mitologia Grega, a personificação da alegria.